# Theodor Pallady
Theodor Pallady (né en 1871 à Iași, mort en 1956 à Bucarest) est un peintre roumain. Dans sa jeunesse, Pallady a vécu à Dresde, où il a étudié la technologie. Plus tard, il s'est déplacé à Paris, où il a travaillé avec Henri Matisse, Georges Rouault et Albert Marquet.
En 1904, Pallady retourné en Roumanie, où il a organisé une exposition à l'Athénée roumain. Cependant, il a maintenu des liens étroits avec Paris, où il a continué de tenir de nombreuses expositions personnelles, jusqu'à la Seconde Guerre mondiale. 
Pallady n’a jamais perdu le contact avec ses amis, des artistes et des intellectuels roumains vivant à Paris, y compris Benjamin Fondane, George Enescu, Constantin Brancusi, Camil Ressu, Nicolae Darascu, Panait Istrati, Traian Vuia, Eugène Ionesco, Emil Cioran et Paul Celan. Theodor Pallady acheta à Brancuşi sa sculpture « Le premier baiser » ; ce travail est un petit baiser (7,8 x 1,18 x 1,57) en marbre rose, et la toute première œuvre d'art moderne. Cette sculpture est datée de 1905 et a été avec lui à la Roumanie. Il a également exposé à la Biennale de Venise en 1924, 1940 et 1942.

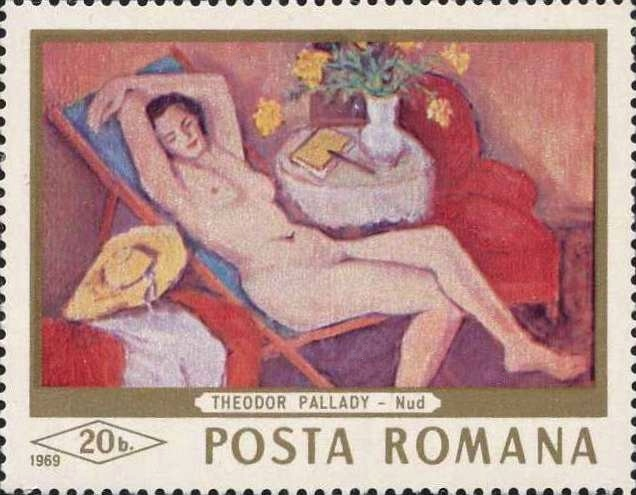
Timbre représentant une peinture de Pallady

Mort à Bucarest, il est enterré au cimetière Bellu.